# Club der guten Laune
Club der guten Laune ist eine deutsche Reality-Show des Fernsehsenders Sat.1, in der Prominente für mehrere Wochen gemeinsam in einer Villa an einem Strand in Thailand wohnen und in verschiedenen Spielen um 50.000 Euro kämpfen. Die erste Staffel wurde im Januar 2022 produziert. Sie wurde vom 4. Mai bis 29. Juni 2022 ausgestrahlt.

## Staffel 1

### Teilnehmer
| Platz | Name                  | bekannt als | eingezogen in Folge | ausgeschieden nach Folge | eliminiert von … / Stimmen zur Rauswahl |
| ----- | --------------------- | --- | ------------------- | ------------------------ | --------------------------------------- |
| 1     | Vanessa Mariposa      | Teilnehmerin bei Ex on the Beach (2021) und Are You The One? (2021)                                                                                  | 1                   | 8                        | Spielergebnis                           |
| 2     | Theresia Fischer      | Teilnehmerin bei Germany’s Next Topmodel (2019) und Promi Big Brother (2019)                                                                         | 1                   | 8                        | Spielergebnis                           |
| 3     | Cora Schumacher       | Rennfahrerin, Model, Teilnehmerin bei Promi Big Brother (2018) und Coras House of Love (2020)                                                        | 1                   | 8                        | Spielergebnis                           |
| 4     | Martin Semmelrogge    | Schauspieler, Teilnehmer bei Promi Big Brother (2013) und Das Sommerhaus der Stars (2017)                                                            | 1                   | 8                        | Spielergebnis                           |
| 5     | Julian F. M. Stoeckel | Designer, It-Boy, Teilnehmer bei Ich bin ein Star – Holt mich hier raus! (2014)                                                                      | 1                   | 7                        | 1 von 2 (Entscheidung von Vanessa)      |
| 6     | Sebastian Fobe        | Teilnehmer bei Die Bachelorette (2017) und Bachelor in Paradise (2018)                                                                               | 1                   | 6                        | 3 von 3                                 |
| 7     | Jenny Elvers          | Schauspielerin, Moderatorin, Autorin, Gewinnerin von Promi Big Brother (2013)                                                                        | 2                   | 5                        | 3 von 3                                 |
| 8     | Marc Terenzi          | US-amerikanischer Popsänger, Gewinner von Ich bin ein Star – Holt mich hier raus! (2017)                                                             | 1                   | 4                        | 2 von 3                                 |
| 9     | Lorenz Büffel         | Entertainer, Partysänger, Teilnehmer bei Goodbye Deutschland!                                                                                        | 1                   | 3                        | 3 von 4                                 |
| 10    | Joey Heindle          | Sänger, Teilnehmer bei Deutschland sucht den Superstar (2012), Promi Big Brother (2019), Gewinner von Ich bin ein Star – Holt mich hier raus! (2013) | 1                   | 2                        | 2 von 4 (Entscheidung von Marc)         |
| 11    | Iris Abel             | Teilnehmerin bei Bauer sucht Frau (2011) und Das Sommerhaus der Stars (2018)                                                                         | 1                   | 1                        | 3 von 5                                 |

### Nominierungen
|           | Folge 1            | Folge 2               | Folge 3               | Folge 4               | Folge 5               | Folge 6               | Folge 7               | Folge 8 (Finale)      |
| --------- | ------------------ | --------------------- | --------------------- | --------------------- | --------------------- | --------------------- | --------------------- | --------------------- |
| Vanessa   | Iris               | Joey                  | Lorenz                | Marc                  | Jenny                 | Cora Sebastian        | Martin Julian         | Platz 1               |
| Theresia  | nicht nominiert    | nicht nominiert       | Martin                | nicht nominiert       | nicht nominiert       | Sebastian             | Martin                | Platz 2               |
| Cora      | Martin             | nicht nominiert       | nicht nominiert       | Marc                  | Jenny                 | nominiert             | Julian                | Platz 3               |
| Martin    | nominiert          | Julian                | nominiert             | nicht nominiert       | Jenny                 | Sebastian             | nominiert             | Platz 4               |
| Julian    | Martin             | nominiert             | Lorenz                | Marc Jenny            | nominiert             | Sebastian             | nominiert             | rausgewählt (Folge 7) |
| Sebastian | Iris               | Joey                  | Lorenz Martin         | Jenny                 | Julian Jenny          | nominiert             | rausgewählt (Folge 6) | rausgewählt (Folge 6) |
| Jenny     | nicht in der Villa | nicht nominiert       | Lorenz                | nicht nominiert       | nominiert             | rausgewählt (Folge 5) | rausgewählt (Folge 5) | rausgewählt (Folge 5) |
| Marc      | Iris Martin        | Joey Julian           | nicht nominiert       | rausgewählt (Folge 4) | rausgewählt (Folge 4) | rausgewählt (Folge 4) | rausgewählt (Folge 4) | rausgewählt (Folge 4) |
| Lorenz    | nicht nominiert    | Julian                | rausgewählt (Folge 3) | rausgewählt (Folge 3) | rausgewählt (Folge 3) | rausgewählt (Folge 3) | rausgewählt (Folge 3) | rausgewählt (Folge 3) |
| Joey      | Iris               | nominiert             | rausgewählt (Folge 2) | rausgewählt (Folge 2) | rausgewählt (Folge 2) | rausgewählt (Folge 2) | rausgewählt (Folge 2) | rausgewählt (Folge 2) |
| Iris      | nominiert          | rausgewählt (Folge 1) | rausgewählt (Folge 1) | rausgewählt (Folge 1) | rausgewählt (Folge 1) | rausgewählt (Folge 1) | rausgewählt (Folge 1) | rausgewählt (Folge 1) |
| Rauswahl  | Iris               | Joey                  | Lorenz                | Marc                  | Jenny                 | Sebastian             | Julian                |                       |

## Parallelen zu Promis unter Palmen
Club der guten Laune ließ sich als direkter Nachfolger von Promis unter Palmen verstehen. Beide Shows teilen das Konzept, dass zu Beginn jeder Folge mittels eines Spiels eine Person (Club der guten Laune) bzw. zwei Personen (Promis unter Palmen) vor der Nominierung geschützt werden. In Promis unter Palmen werden diese Spiele "Kapitänsspiele" genannt, in Club der guten Laune ist von "Chefspielen" die Rede. In beiden Formaten stellt die Produktion auf die Spiele zugeschnittene Kostüme bereit.
Die Gewinner bzw. der Gewinner des Spiels teilen nacheinander die Kandidaten in zwei Teams auf, welche in einem zweiten Spiel gegeneinander antreten. Das Siegerteam genießt Immunität, während aus dem Verliererteam zwei Kandidaten für den Auszug aus der Villa nominiert werden. In Promis unter Palmen tut dies der Teamkapitän des Verliererteams, in Club der guten Laune der Clubchef. Anschließend muss jeder Kandidat aus dem Siegerteam bei einer Exit-Zeremonie einen der beiden Kandidaten für den Auszug aus der Villa nominieren. Der Kandidat mit den meisten Stimmen muss die Show verlassen. Bei Gleichstand entscheidet der Teamkapitän, bzw. Clubchef des Siegerteams, wer gehen muss.  
In Club der guten Laune wurde zusätzlich zwischen das erste und zweite Spiel die "Bunte Stunde" gelegt. Hierbei müssen die Teilnehmer einzeln eine bestimmte Aufgabe absolvieren, wie etwa Karaoke singen oder Puppentheater spielen. Der Gewinner wird per Abstimmung unter den Kandidaten bestimmt und erhält den "goldenen Clubtaler". Dieser ermöglicht es, bei der Teameinteilung das Team zu wechseln. 
In beiden Sendungen bestehen die Finalspiele aus mehreren kleinen Aufgaben, die in möglichst kurzer Zeit zu absolvieren sind.

## Rezeption
Walulis Daily wertete die Sendung als Blamage für Sat.1. TV Movie schlug vor, die Sendung in „Club der Langeweile“ umzubenennen.

### Einschaltquoten
Die Sendung erreichte nur 3,2 % (730.000) der Gesamtzuschauer und nur 4 % (230.000) der Zuschauer von 14 bis 49 Jahren. Daraufhin wurde die 2. Folge schon vor der Fernsehausstrahlung auf der Streaming-Plattform Joyn zugänglich gemacht.